# Gamma-astronomie

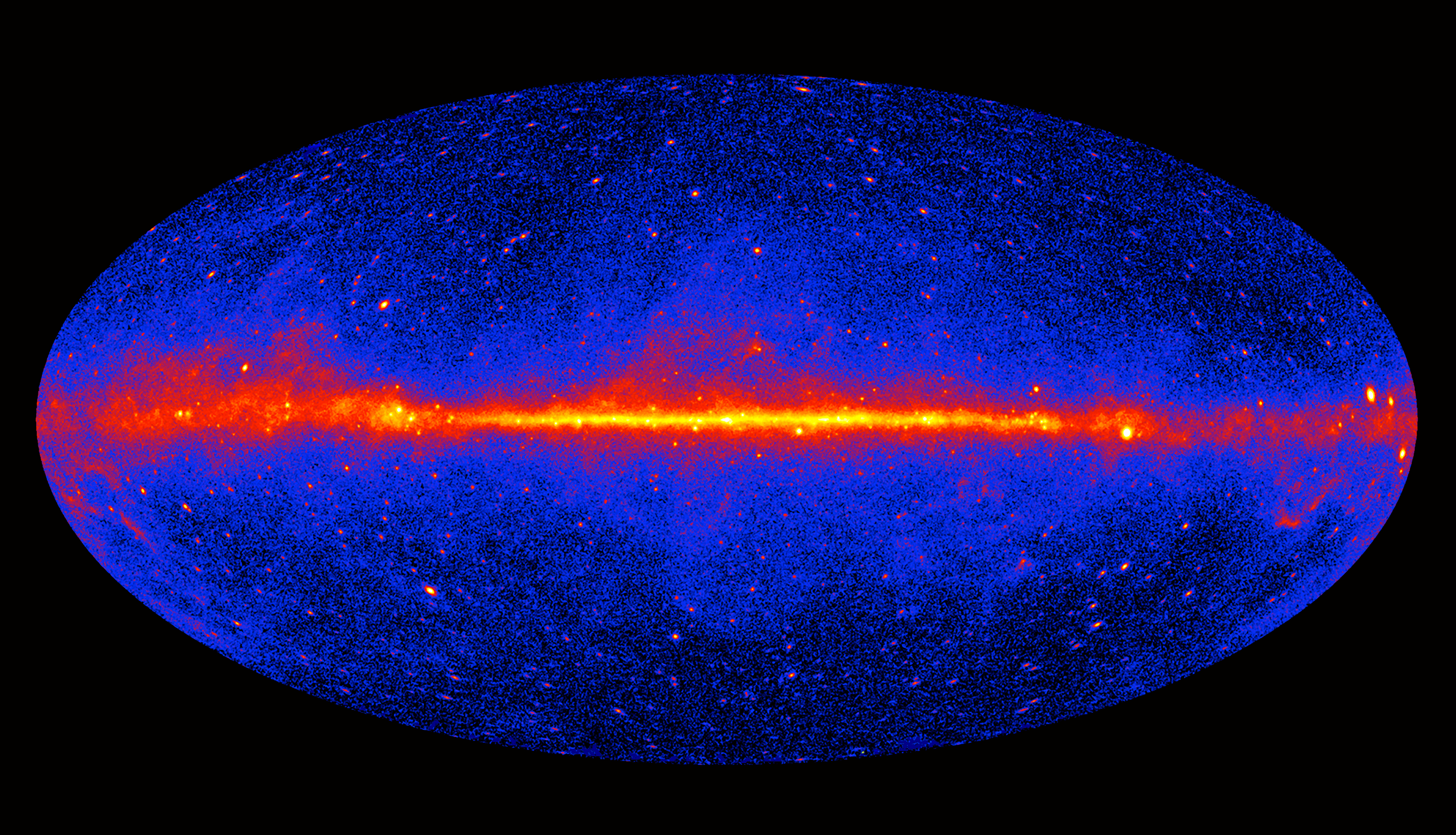
Eerste onderzoek van de hemel naar energieën boven de 1 GeV, verzameld door het Fermi Gamma-ray Space Telescope gedurende 3 jaar (2009-2011).

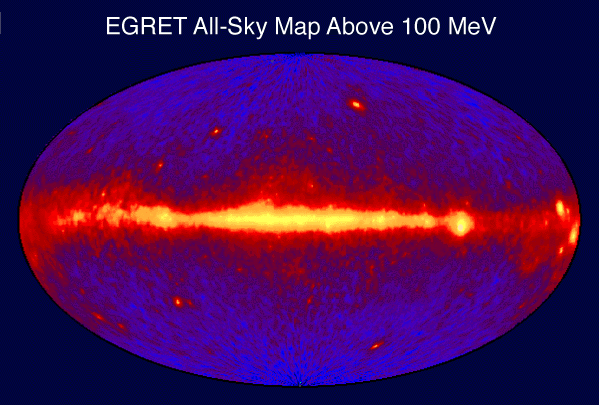
De hemel met alle geobserveerde energieën boven 100 MeV waargenomen door de EGRET van het Compton Gamma Ray Observatory (CGRO)-satelliet (1991-2000).

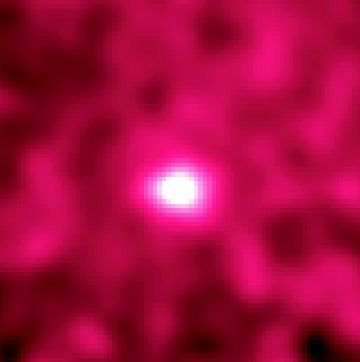
De Maan waargenomen door de EGRET met gammastraling hoger dan 20 MeV. Dit wordt veroorzaakt door het bombardement van kosmische straling op het maanoppervlak.

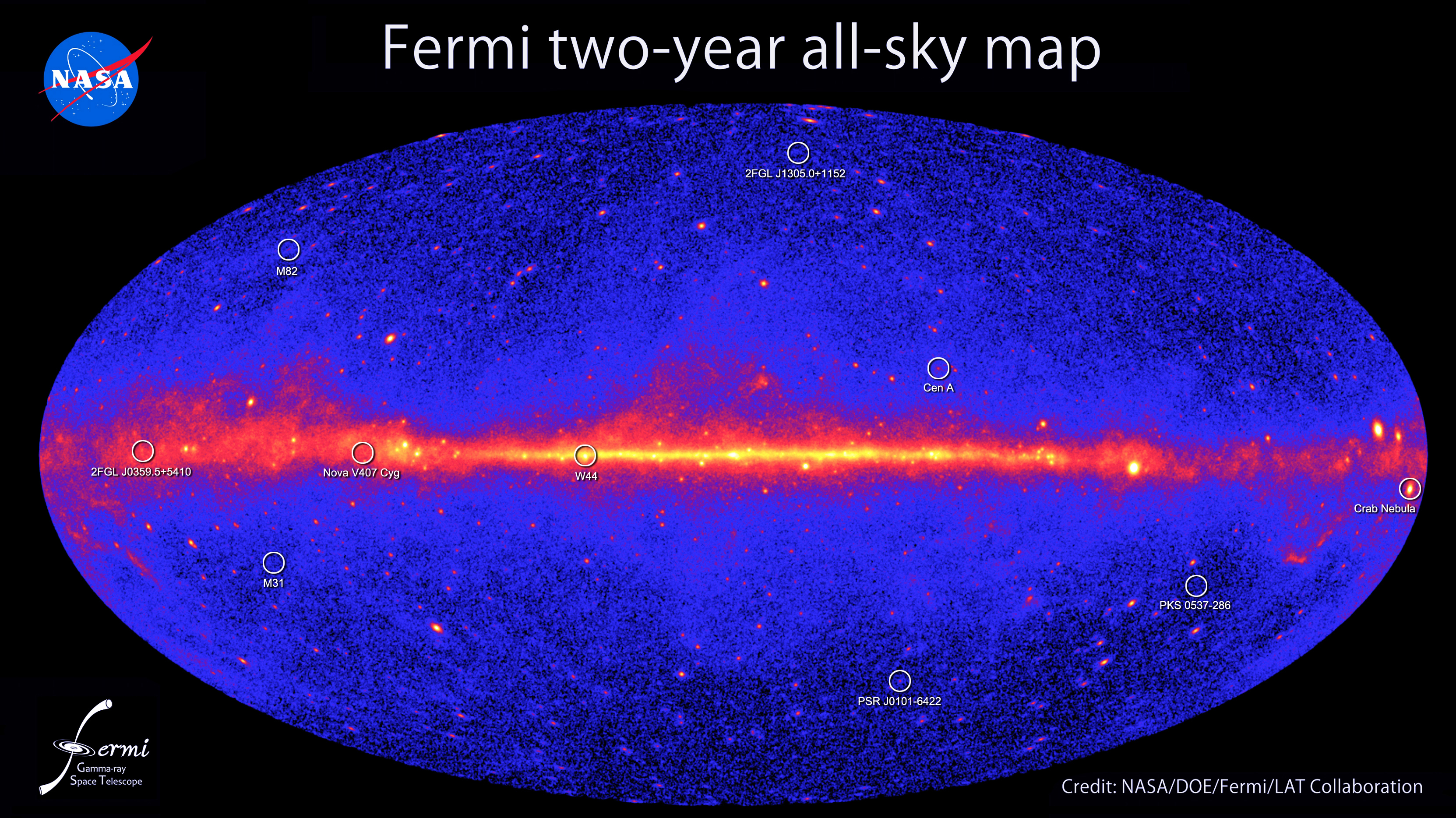
Overzicht van een tweejarig onderzoek van de Fermi satelliet uit 2011, de 'Fermi Second Catalog of Gamma Ray Sources'. Een totaalbeeld van de hemel met de energieregistratie van 1 GeV en groter. Fellere kleuren geven de gammastralingsbronnen aan.

Gamma-astronomie is het astronomisch observeren van gammastraling, de meest energierijke vorm van elektromagnetische straling, met fotonische energieniveaus boven 100 kiloelektronvolt (keV). Straling onder 100 keV wordt geclassificeerd als röntgenstraling en valt onder de röntgenastronomie.
Gammastraling in de orde van grootte van mega-elektronvolt (MeV, 106 eV) wordt gegenereerd in zonnevlammen en zelfs in de aardatmosfeer, maar gammastraling met een energie van giga-elektronvolts (GeV, 109 eV) komt niet uit het zonnestelsel vandaan. Deze straling is van groot belang voor het onderzoek van buiten het zonnestelsel en dat van andere sterrenstelsels.
De processen die gammastraling veroorzaken zijn erg divers. Meestal identiek met processen die röntgenstraling produceren, maar met een hoger energieniveau, zoals positronannihilatie, het omgekeerde compton-effect, in sommige gevallen het verval van radioactiviteit, veroorzaakt door bijvoorbeeld supernovae of hypernovae, of het gedrag van materie onder extreme omstandigheden zoals bij pulsars en blazars. De tot op heden hoogst gemeten energie van een proton ligt in het teraelektronvolt-bereik (TeV, 1012 eV); het record staat op naam van de Krabpulsar in 2004, waaruit fotonen van 80 TeV werden ontvangen.

## Detectietechnologie
In de jaren '60 van de twintigste eeuw werd het observeren van gammastraling mogelijk. Dit is veel lastiger dan de observatie van röntgenstraling of zichtbaar licht, omdat het veel zeldzamer is. Zelfs een 'heldere' bron heeft een observatieperiode van enkele minuten nodig voordat ze zelfs maar ontdekt is. Ook zijn ze moeilijk scherp te stellen, wat in lage resolutie resulteert. De meest recente generatie (2000) van gammastralingtelescopen hebben een resolutie in de orde van 6 boogminuten in het GeV-bereik (de Krabnevel is één enkele pixel), vergeleken met 0,5 boogminuten in het lagere röntgenbereik (1 keV) door het Chandra X-ray Observatory (1999), en zo'n 1,5 boogminuut in het hogere röntgenbereik (100 keV) door de High-Energy Focusing Telescope (HEFT) in 2005.
Gammastraling met een hoge energie, met fotonenergie boven 30 GeV, kan ook worden gedetecteerd door experimenten op de grond. Zulke hoogenergetische deeltjes produceren neerslag van secundaire deeltjes in de atmosfeer die te detecteren is, door detectie-apparatuur en ook zichtbaar door het Tsjerenkov-effect die de ultrarelativistische deeltjes uitstralen. De IACT (Imaging Atmospheric Cherenkov Telescope) op het Observatorium Roque de los Muchachos, MAGIC, behaalt tot op heden de hoogste gevoeligheid.
Gammastraling in het teraelektronvoltbereik uitgestraald door de Krabnevel is voor het eerst gedetecteerd in 1989 door het Whipple Observatory in Arizona, VS. Hedendaagse telescoopexperimenten zoals die van het H.E.S.S. (Namibië), VERITAS (VS), MAGIC (Spanje) en CANGAROO III (Australië) kunnen de Krabnevel in een paar minuten detecteren. De hoogst-energetische fotonen (tot 16 TeV) gedetecteerd vanaf een extragalactisch object zijn die van de blazar Markarian 501. Deze metingen werden verricht met de High-Energy-Gamma-Ray Astronomy (HEGRA) Tsjerenkov-telescopen.

## Vroege historie
De meeste gammastraling afkomstig uit het heelal wordt door de dampkring geabsorbeerd, dus kon gamma-astronomie niet ontwikkeld worden totdat men in staat was deze te ontstijgen met ballonnen en ruimteraketten. De eerste gammastralingtelescoop in omloop om de aarde gebracht, door de Explorer 11 in 1961, ving minder dan 100 fotonen kosmische gammastraling op. Ze schenen vanuit alle richtingen uit het heelal te komen, wat wees op een soort uniforme gammastralingsachtergrond. Een dusdanige achtergrond werd toen verwacht van de interactie van kosmische straling met interstellair gas.
De eerste ware astrofysische gammastralingbronnen waren zonnevlammen, die de sterke 2,223 MeV-lijn onthulden, voorspeld door Philip Morrison. Deze lijn is een resultaat van het vormen van deuterium uit de samensmelting van een neutron en een proton.

## Recente waarnemingen
Het NASA-ruimtevaartuig Swift werd in 2004 gelanceerd en was uitgerust met het BAT-instrument voor gammastraling-observatie. Uit dit onderzoek heeft men geconcludeerd dat de gammastraling veelal komt uit de explosie van massieve sterren, supernovae en hypernovae in verre sterrenstelsels.
De huidige andere, belangrijkste gammastralingobservatoria in de ruimte zijn:
- INTEGRAL (gelanceerd op 17 okt. 2002), een missie van de ESA.
- AGILE, een volledig Italiaanse missie van het ASI.
- Fermi, gelanceerd op 11 Juni 2008 door NASA.

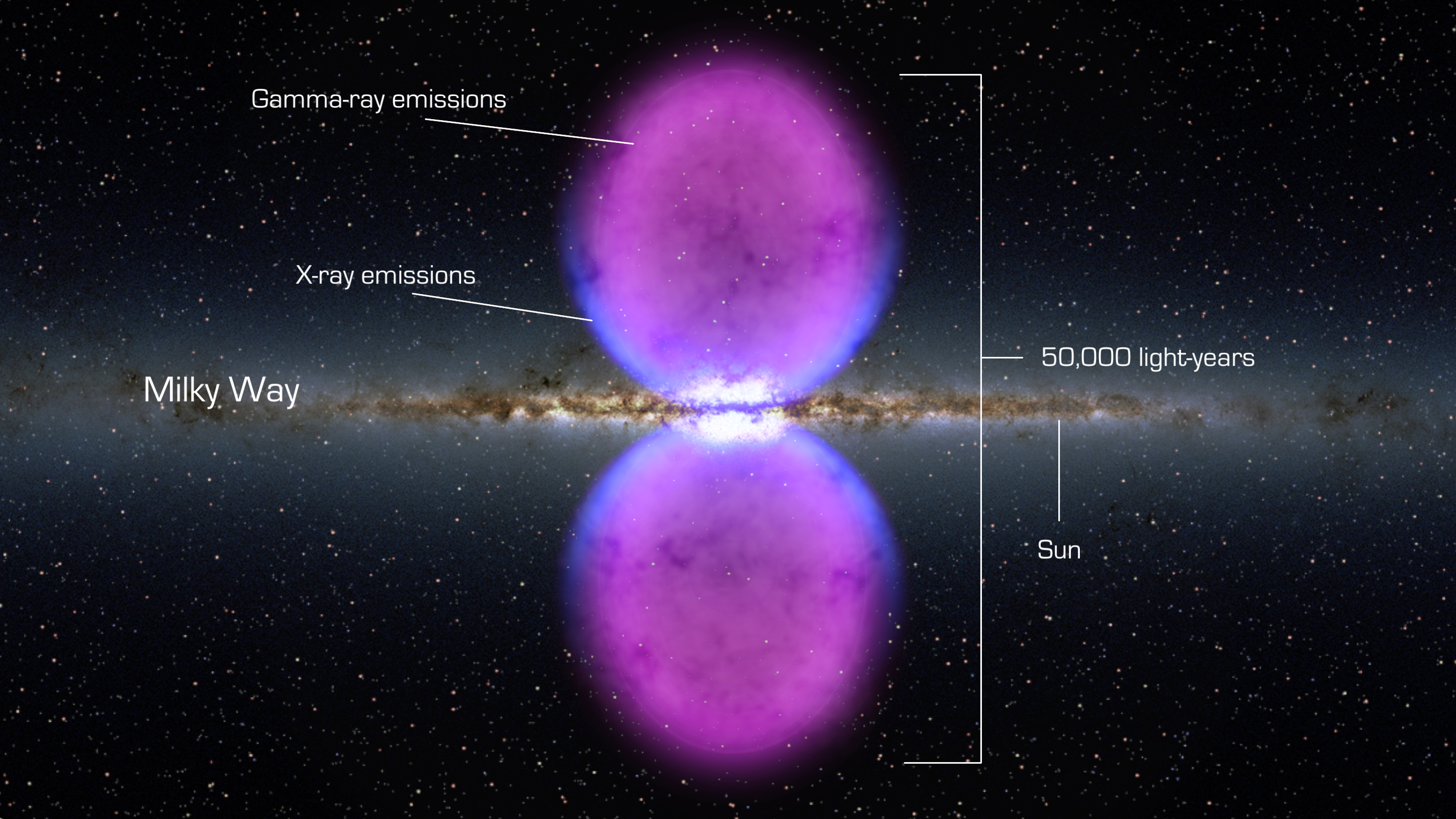
Illustratie van twee kolossale gammastraling-bellen in het hart van het Melkwegstelsel.

In november 2010 werden twee kolossale bellen gammastraling gedetecteerd, met een diameter van 25.000 lichtjaar, in het hart van het Melkwegstelsel. Deze werden ontdekt nadat wetenschappers "de mist van gammastraling in de achtergrond die de lucht overspoelde" eruit hadden gefilterd. Deze ontdekking bevestigde dat er een grote onbekende "structuur" in het centrum van het Melkwegstelsel te vinden is, vermoedelijk een superzwaar zwart gat.
In 2011 kwam er een uitgave van de tweede catalogus van gammastralingbronnen die ontdekt zijn door de FERMI-satelliet, met een inventaris van 1873 objecten. 57% van de bronnen zijn blazars. Een derde van de bronnen zijn niet gedetecteerd op andere golflengten.